# Enrique Cascallana
Enrique Cascallana Gallastegui (Madrid, 21 de febrero de 1953) es un político español. Fue alcalde de Alcorcón entre 2003 y 2011 por el Partido Socialista Obrero Español (PSOE).
Con un pasado activista y republicano, tuvo desde muy joven, una clara vocación y compromiso por la defensa de las libertades y el cumplimiento de los Derechos Humanos, ejerciendo, con sólo 15 años, oposición al régimen franquista, siendo miembro de la Comisión Ejecutiva del Partido Comunista de Madrid en la clandestinidad, para posteriormente  abandonar el mismo, a consecuencia de la Crisis de los Renovadores, e ingresar en el Partido Socialista Obrero Español en el año 1981.

## Biografía
Nació en Madrid pero está vinculado con Alcorcón desde su juventud. Es licenciado en Derecho por la UNED. Comienza su vida laboral con 13 años en una gestoría de Vallecas. Estudió Peritaje Mercantil, e inicia sus actividades profesionales en Holding de Empresas y Actividades Horizonte Común (Garrigues Walker). Renunciando a su promoción profesional, decide compatibilizar la actividad política y laboral, y pasa a dirigir la gestión contable y presupuestaria de Dolma S.L.
En 1979, siendo Secretario General del Partido Comunista de España (PCE) en Alcorcón, ofrece encabezar las listas municipales a José Alonso, que había obtenido el puesto de Senador por Madrid por el Partido Socialista Popular de Enrique Tierno Galván, quien acepta su candidatura, obteniendo 7 concejales para el PCE y formando el primer gobierno municipal democrático con el Partido Socialista Obrero Español. Asume la responsabilidad como concejal de Educación del Ayuntamiento de Alcorcón desde el año 1979 hasta su expulsión por la Crisis de los Renovadores en el año 1981 (https://elpais.com/diario/1982/01/22/espana/380502016_850215.html).
Más tarde pasa al cargo de concejal de Recursos Humanos, y, en 1987, de Urbanismo. Tras las elecciones municipales de ese año es nombrado teniente de alcalde de Alcorcón, hasta que en 1999 es nombrado portavoz del PSOE en el Ayuntamiento de Alcorcón, ya liderando la oposición.

### Alcalde de Alcorcón (2003-2011)
Presenta su candidatura a la alcaldía en las elecciones municipales de 2003 dentro de la lista del PSOE, que obtuvo 14 concejales, y por tanto, la mayoría absoluta. Es investido alcalde el 24 de junio de 2003, y repite 2007, con los 14 concejales del PSOE. El 9 de marzo de 2008 es nombrado senador por la Comunidad de Madrid.
De nuevo se presenta en las listas del PSOE para las elecciones municipales del 22 de mayo de 2011, pero el PSOE obtiene 9 concejales. Tras los resultados obtenidos, Enrique Cascallana renuncia a liderar la oposición, y comienza a ejercer como Diputado en la Asamblea de Madrid.
Durante los ocho años de su gobierno, la ciudad se desarrolló en el plano económico-social, medioambiental y cultural. No obstante, Enrique Cascallana, participó activamente en el desarrollo político y social de esta ciudad, comprometido con el proyecto desde el año 1979. Alcorcón dato confirmado por el interventor del Ayuntamiento (la "deuda viva" de Alcorcón, a 31 de diciembre de 2013, ascendía a 274 434 millones de €).  En su mandato se iniciaron la construcción del CREAA, un complejo de grandes dimensiones que incluirá un circo, una escuela de circo y cuadras, y otras dependencias relacionadas con el mundo del arte circense según la idea de Cascallana. Estas obras no se han acabado (2014) debido a la falta de fondos. Han costado 120 millones de euros y son la causa mayor de la deuda acumulada por el Ayuntamiento de Alcorcón.
El 24 de enero de 2013 Enrique Cascallana presentó en el juzgado una denuncia por injurias, calumnias y malversación de fondos públicos contra el actual alcalde de Alcorcón, David Pérez García. En declaraciones a la Agencia EFE, indicó que la deuda viva del Ayuntamiento de Alcorcón, reconocida por el Ministerio de Hacienda, es de 127 millones de euros.

### Empresa Municipal de Vivienda Emgiasa
La Fiscalía Provincial de Madrid ha elevado al Juzgado de lo Mercantil número 6 su conformidad con el análisis de la Administración Concursal de la Empresa Municipal de Gestión Inmobiliaria de Alcorcón (Emgiasa), en liquidación, pidiendo entre tres y cinco años de inhabilitación a efectos mercantiles para un total de ocho concejales del último Gobierno socialista en la localidad. Según recoge el acta, fechada a 15 de noviembre de 2015, y a la que ha tenido acceso GENTE, el Fiscal pide para el exalcalde, Enrique Cascallana, tres años de inhabilitación para administrar empresa alguna. En el caso de la actual portavoz socialista en el Ayuntamiento, Natalia de Andrés, la petición la elevan hasta los cinco años.[cita requerida]
De igual modo, en el mismo documento se solicita que se ordene el pago de 1,5 millones de euros de Gesmasur, la compañía que se encargó de la gestión de la Emgiasa. Esta empresa tenía el contrato de gestión de la municipal de vivienda desde el 93, y desde el año 99 una adjudicación para la gestión de la obtención de suelo. Será finalmente el juzgado quien decidirá en último término si accede a las peticiones realizadas tanto por los administradores concursales, como por la Fiscalía.[cita requerida]

## Cargos desempeñados
- Concejal en el Ayuntamiento de Alcorcón. (1979-2011)
- Concejal de Educación el Ayuntamiento de Alcorcón. (1979-1983)
- Concejal de Recursos Humanos el Ayuntamiento de Alcorcón. (1983-1987)
- Concejal de Urbanismo el Ayuntamiento de Alcorcón. (1987-1991)
- Teniente de Alcalde en el Ayuntamiento de Alcorcón. (1991-1999)
- Portavoz del PSOE en el Ayuntamiento de Alcorcón. (1999-2003)
- Alcalde de Alcorcón. (2003-2011)
- Senador por la Comunidad de Madrid. (Desde 2008)
- Diputado en la Asamblea de Madrid. (Desde 2011 hasta 2015)